# João Manuel Fernandes Feitosa
João Manuel Fernandes Feitosa (Valença, 10 de abril de 1836 - setembro de 1905) foi fidalgo e cavaleiro da casa real português, primeiro e único Visconde e Conde da Feitosa. Era filho de João Fernandes Feitosa e sua esposa Mariana das Dores Caldas de Magalhães. Foi jovem para o Brasil, onde viveu de comércio no Rio de Janeiro, com cujo trabalho acumulou fortuna. Era protetor de associações filantrópicas, como a Cruz Vermelha o Albergue dos Inválidos do Trabalho, etc. Era grã-cruz da Ordem de Isabel, a Católica, de Espanha, e comendador da Ordem de Cristo e da Ordem Militar de Nossa Senhora da Conceição de Vila Viçosa. Por decreto de 30 de janeiro de 1890 de Carlos I de Portugal foi designado visconde e conde.